# Toirano
Toirano (Toiràn o Toiàn en ligur, con la o pronunciada como u) es un municipio italiano de 2.409 habitantes de la provincia de Savona (región de la Liguria), ubicada a unos 70 kilómetros al suroeste de Génova y alrededor de 30 km al suroeste de la capital provincial. 
Toirano linda con los siguientes municipios: Balestrino, Bardineto, Boissano, Borghetto Santo Spirito, Castelvecchio di Rocca Barbena, y Ceriale.

## Historia
Este lugar probablemente estuvo ya habitado en época romana y posteriormente fue frontera de los bizantinos y de los longobardos. En la Edad Media perteneció al obispo de Albenga, pasando después a formar parte de la República de Génova. Perteneció al Reino de Cerdeña, después de la caída de la República Ligur en 1815 y del posterior Reino de Italia en 1861.

## Evolución demográfica
| Gráfica de evolución demográfica de Toirano entre 1861 y 2001 |
|                                                               |
| Fuente ISTAT - elaboración gráfica de Wikipedia               |

## Lugares de interés

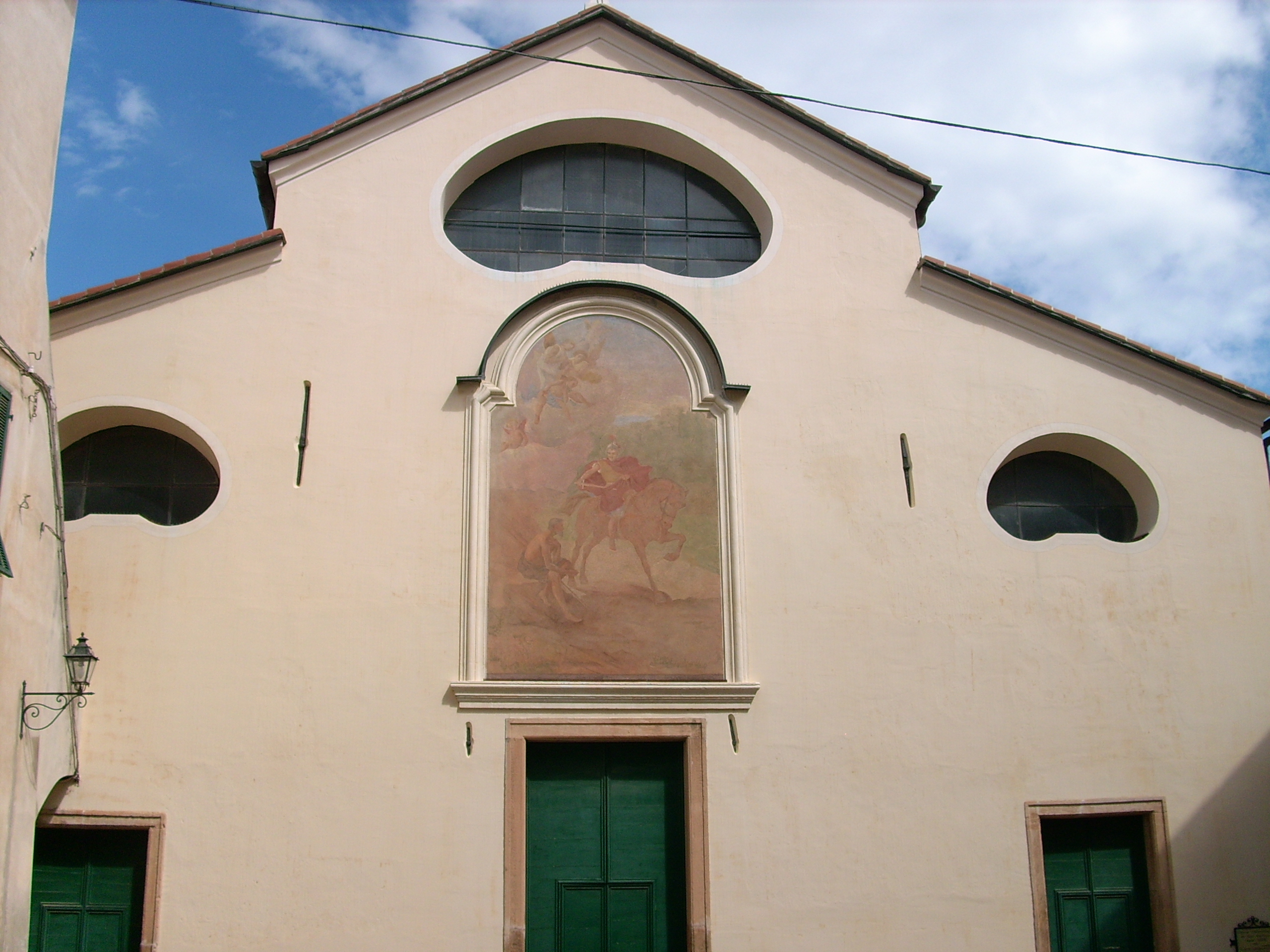
Iglesia de San Martín de Tours

Aún hoy se conserva el característico pueblo medieval del que quedan algunos torreones y un puente de tres arcos; de la arquitectura religiosa destaca la iglesia de San Martín de Tours, construida en el siglo XVII. Finalmente, deben mencionarse las Grutas de Toirano (Grotte di Toirano), cuevas donde pueden verse estalactitas y estalagmita, así como trazas de habitación humana de hace 12.000 años, además de restos de ursus spelaeus de alrededor de 25.000 años. Entre las cavidades más famosas están la grotta della Bàsura o della Strega («de la Bruja»), unida a través de un túnel artificial con la vecina grotta di Santa Lucia Inferiore. 
Cerca está el Museo Etnografico della Val Varatella.